# Chris Ensminger
Chris Ensminger, né le 8 décembre 1973, à Cincinnati, en Ohio, est un joueur et entraîneur américain de basket-ball. Il évolue au poste de pivot.

## Palmarès
- Champion d'Allemagne 2005, 2007
- All-German League Team 2005, 2008, 2009, 2010
- Meilleur rebondeur de l'EuroChallenge 2004